# Papagoit
Das Mineral Papagoit ist ein sehr seltenes Ringsilikat mit der chemischen Zusammensetzung Ca2Cu2Al2[(OH)6|Si4O12]. Es kristallisiert im monoklinen Kristallsystem und entwickelt meist geringfügig nach {100} abgeflachte, himmelblaue Kristalle von bis etwa drei Millimeter Größe. Häufiger sind aber blättrige oder mikrokristalline, radialstrahlige Aggregate und krustige Überzüge oder Inklusionen in Quarz.
Mit einer Mohshärte von 5 bis 5,5 gehört der Papagoit zu den mittelharten Mineralen, die sich ähnlich wie das Referenzmineral Apatit mit dem Messer noch ritzen lassen. Sichtbare Kristallflächen weisen einen glasähnlichen Glanz auf.

## Etymologie und Geschichte
Erstmals entdeckt wurde Papagoit in der „New Cornelia Mine“ (auch Ajo Mine) bei Ajo im Pima County im US-Bundesstaat Arizona und beschrieben 1960 durch C. Osborne Hutton und Angelina C. Vlisidis, die das Mineral nach den im Fundgebiet lebenden Tohono O’Odham (spanisch Papago) benannten.

## Klassifikation
In der veralteten 8. Auflage der Mineralsystematik nach Strunz gehörte der Papagoit zur Mineralklasse der „Silikate“ und dort zur Abteilung „Ringsilikate (Cyclosilikate)“, wo er gemeinsam mit Axinit, Baotit, Axinit-(Fe), Kainosit, Axinit-(Mn), Muirit, Taramellit und Tinzenit in der „Baotit-Axinit-Gruppe“ mit der Systemnummer VIII/C.04 steht.
In der zuletzt 2018 überarbeiteten Lapis-Systematik nach Stefan Weiß, die formal auf der alten Systematik von Karl Hugo Strunz in der 8. Auflage basiert, erhielt das Mineral die System- und Mineralnummer VIII/E.06-050. Dies entspricht der Klasse der „Silikate“ und dort der Abteilung „Ringsilikate“, wo Papagoit zusammen mit Ashburtonit, Bobmeyerit und Colinowensit eine unbenannte Gruppe mit der Systemnummer VIII/E.06 bildet.
Die von der International Mineralogical Association (IMA) zuletzt 2009 aktualisierte 9. Auflage der Strunz’schen Mineralsystematik ordnet den Papagoit in die Klasse der „Silikate und Germanate“ und dort in die Abteilung „Ringsilikate (Cyclosilikate)“ ein. Hier ist das Mineral in der Unterabteilung „[Si4O12]8−-Vierer-Einfachringe ohne inselartige, komplexe Anionen“ zu finden, wo es als einziges Mitglied eine unbenannte Gruppe mit der Systemnummer 9.CE.05 bildet.
In der vorwiegend im englischen Sprachraum gebräuchlichen Systematik der Minerale nach Dana hat Papagoit die System- und Mineralnummer 60.01.04.01. Das entspricht der Klasse der „Silikate“ und dort der Abteilung „Ringsilikate: Viererringe“. Hier findet er sich innerhalb der Unterabteilung „Ringsilikate: Viererringe als Titanosilikate“ als einziges Mitglied in einer unbenannten Gruppe mit der Systemnummer 60.01.04.

## Bildung und Fundorte

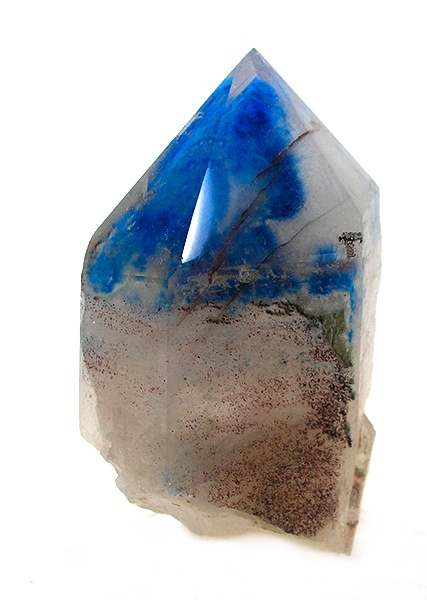
Papagoit als Einschluss (Inklusion) in Quarz aus der „Messina Mine“, Musina, Limpopo, Südafrika

Papagoit bildet sich als Sekundärmineral in kleinen Äderchen innerhalb von Granodiorit-Porphyren, meist in Paragenese mit Ajoit, Aurichalcit, Baryt, Quarz und Shattuckit.
Insgesamt konnte Papagoit bisher (Stand: 2011) an 7 Fundorten nachgewiesen werden. Außer der Typlokalität „New Cornelia Mine“ (Ajo Mine) bei Ajo in den USA sind dies noch die „Sinclair Mine“ in der Region Karas in Namibia, Košice in der Ostslowakei sowie die „Messina Mine“ (Musina Mine) und die Umgebung von Musina in Südafrika.

## Kristallstruktur
Papagoit kristallisiert monoklin in der Raumgruppe C2/m (Raumgruppen-Nr. 12) mit den Gitterparametern a = 12,93 Å; b = 11,50 Å; c = 4,70 Å und β = 100,8° sowie 2 Formeleinheiten pro Elementarzelle.